# Dall Island
Dall Island fa parte dell'arcipelago Alessandro, nell'Alaska sud-orientale (USA). L'isola, con una superficie di 655,2 km², è la ventottesima isola degli Stati Uniti per estensione. Si trova a ovest dell'isola Principe di Galles e a nord delle acque territoriali canadesi. L'isola si trova all'interno della Tongass National Forest. 
La popolazione era di 20 abitanti al censimento del 2000. L'isola ha un'economia basata sulla pesca, l'estrazione di pietra calcarea e il legname.

## Geografia
Dall è separata dall'isola Principe di Galles dallo Stretto di Tevlak (Tlevak Strait). Altre isole adiacenti sono: Suemez Island a nord-ovest e Long Island a sud-est, separata dal Kaigani Strait. L'altezza massima dell'isola è quella del monte Thunder, a nord-ovest, di 948 m.
Sull'isola Dall si trovano molte grotte, nella grotta Enigma (all'estremità nord-ovest dell'isola) sono stati rinvenute numerose ossa fossili di mammiferi marini, pesci e orsi. In altre grotte costiere abitavano popoli nativi dell'Alaska 5.000 anni fa.

### Baie, Insenature e altre masse d'acqua
Intorno all'isola sono presenti le seguenti insenature marine (alcune misure sono ricavate da "Google Earth").
Lato nord-orientale sullo stretto di Tlevak (Tlevak Strait). Lo stretto collega il canale di Meares (Meares Passage), a nord dell'isola, con lo stretto di Kaigani (Kaigani Strait) posto più a sud dell'isola. Lo stretto di Tlevak divide inoltre l'isola di Dall dall'isola Principe di Galles (Prince of Wales Island) e dall'isola di Sukkwan (Sukkwan Island). Le insenature sono elencate da nord a sud.
- Baia di North (North Bay) 55°12′44″N 133°06′54″W
- Baia di Farallon (Farallon Bay) 55°11′34″N 133°05′38″W - La baia e lunga 2 chilometri.
- Baia di Breezy (Breezy Bay) 55°09′15″N 133°03′00″W - La baia, lunga 3,2 chilometri, si trova di fronte alle isole di Nichols (Nichols Islands).
- Baia di View (View Cove) 55°04′37″N 133°01′48″W - Di fronte alla baia si trovano le isole di Mc Farlad (Mc Farland Island)
- Insenatura di Green (Green Inlet) 55°03′37″N 133°02′03″W - L'insenatura, lunga 1,3 chilometri, si affaccia sulla baia di View (View Cove).
- Baia di Baldy (Baldy Bay) 55°02′03″N 132°58′15″W - La baia, larga 4 chilometri, contiene altre due insenature: Coco Harbor e Windy Cove. All'entrata della baia sono presenti due isole: Entrance Island e Reef Islands.

Lato sud-orientale sullo stretto di Kaigani (Kaigani Strait). Kaigani collega lo stretto stretto di Tlevak (Tlevak Strait) con a sud lo stretto di Dixon (Dixon Entrance). Lo stretto di Kaigani divide inoltre l'isola di Dall dalla Long Island. Le insenature sono elencate da nord a sud.
- Insenatura di Rose (Rose Inlet) 54°56′48″N 132°57′05″W - Nella baia si trova la località "Cannery".
- Baia di Vesta (Vesta Bay) 54°56′08″N 132°54′54″W - Nella baia si trova la località "Cannery".
- Baia di Grace (Grace Harbor) 54°52′47″N 132°50′53″W
- Baia di Ham (Ham Cove) 54°52′47″N 132°50′53″W - La baia, lunga 1,3 chilometri, contiene l'isola di Crow (Crow island) e segna l'inizio a nord degli stretti di Howkan (Howkan narrows).
- Baia di American (American Bay) 54°50′48″N 132°49′14″W - La baia è lunga 2,9 chilometri.
- Baia di Pond (Pond Bay) 54°48′37″N 132°45′49″W
- Baia di North Kaigani (North Kaigani Harbor) 54°45′39″N 132°43′50″W
- Baia di South Kaigani (South Kaigani Harbor) 54°45′27″N 132°44′20″W
- Baia di Datzkoo (Datzkoo Harbor) 54°44′38″N 132°44′43″W
- Baia di McLeod (McLeod Bay) 54°41′40″N 132°42′36″W - La baia contiene le isole Daykoo (Daykoo Islands) e a nord la baia di Little Daykoo (Little Daykoo Harbor); si trova inoltre all'estremo sud dell'isola Dell di fronte allo stretto di Dixon (Dixon Entrance).

Lato occidentale sull'oceano Pacifico). Le insenature sono elencate da sud a nord.
- Ansa di Chickwan (Chickwan Bight) 54°40′24″N 132°45′08″W - L'ansa è larga 1,9 chilometri.
- Baia di Wolk (Wolk Harbor) 54°41′07″N 132°45′52″W
- Baia di Liscome (Liscome Bay) 54°42′09″N 132°48′39″W
- Baia di Security (Security Cove) 54°44′34″N 132°50′36″W
- Baia di Essowah (Essowah Harbor) 54°46′51″N 132°53′20″W - La baia è larga 1,6 chilometri.
- Baia di Bazan (Port Bazan) 54°50′04″N 132°56′52″W - L'insenatura contiene lisola di Dolgoi (Dolgoi Island).
- Baia di Gooseneck (Gooseneck Harbor) 54°53′23″N 133°01′19″W - La baia è lunga 4 chilometri.
- Baia di Gold (Gold Harbor) 54°54′59″N 133°03′24″W - La baia è lunga 5,6 chilometri.
- Baia di Waterfall (Waterfall Bay) 54°56′42″N 133°06′26″W - All'ingresso della baia si trovano alcune isole tra cui l'isola di Gourd (Gourd Island).
- Baia di Augustine (Augustine Bay) 54°57′43″N 133°09′29″W - La baia è lunga 1,6 chilometri.
- Baia di Welcome (Welcome Cove) 54°58′31″N 133°09′38″W
- Baia di Camp (Camp Cove) 54°59′44″N 133°09′31″W - La baia è ampia 960 metri.
- Baia di Fisherman (Fisherman Cove) 55°01′37″N 133°10′05″W - La baia è ampia 1,3 chilometri.
- Baia di Sakie (Sakie Bay) 55°03′35″N 133°11′23″W - La baia contiene l'isola di Middle (Middle Island).
- Baia di Sea Otter (Sea Otter Harbor) 55°06′45″N 133°12′55″W - La baia all'interno si divide in due bracci: Manhattan Arm e Hook Arm e contiene alcune isole (Nellag Island e Channel Island).
- Baia di Foul (Foul Bay) 55°08′22″N 133°12′12″W - La baia è lunga 2,4 chilometri.
- Baia di Diver (Diver Bay) 55°10′01″N 133°12′46″W - La baia è lunga 4 chilometri e contiene una piccola insenatura chiamata Hole-in-the-Wall. All'entrata della baia si trova l'isola di Diver (Diver Island).
- Baia di Bobs (Bobs Bay) 55°12′04″N 133°12′43″W - La baia, che contiene l'isola di Outer (Outer Island), si trova all'estremo nord dell'isola, all'entrata meridionale del canale di Meares (Meares Passage).

### Promontori
Lato nord-orientale sullo stretto di Tlevak (Tlevak Strait). I promontori sono elencati da nord a sud.
- Promontorio di Turn (Turn Point)[43] 55°15′44″N 133°07′26″W - Divide lo stretto di Tlevak dal canale di Meares (Meares Passage) ed ha una elevazione di 50 metri.
- Promontorio di Hassler (Hassler Point)[44] 55°13′25″N 133°06′21″W - Si trova di fronte alle isole di Lively (Lively Islands) e all'entrata nord della baia di North (North Bay); ha una elevazione di 74 metri.
- Promontorio di Cayman (Cayman Point)[45] 55°12′56″N 133°05′32″W - Si trova all'entrata sud della baia di North (North Bay); ha una elevazione di 6 metri.
- Promontorio di Boreas (Boreas Point)[46] 55°10′07″N 133°03′46″W - Si trova all'entrata nord della baia di Breezy (Breezy Bay) e di fronte alle isole di Nichols (Nichols Islands); ha una elevazione di 33 metri.
- Promontorio di Eolus (Eolus Point)[47] 55°08′13″N 133°01′33″W - Ha una elevazione di 9 metri.
- Promontorio di Reef (Reef Point)[48] 55°08′13″N 133°01′33″W - Si trova all'entrata nord della baia di View (View Cove) e di fronte alle isole di Mc Farland (Mc Farland Islands).
- Promontorio di High (High Point)[49] 55°01′20″N 132°57′50″W - Si trova all'entrata sud della baia di Baldy (Baldy Bay) e di fronte alla parte meridionale dell'isola di Sukkwan (Sukkwan Island).

Lato sud-orientale sullo stretto di Kaigani (Kaigani Strait).
- Promontorio di Rose (Rose Point)[50] 54°58′08″N 132°56′40″W - Si trova all'entrata nord dell'insenatura di Rose (Rose Inlet), di fronte all'isola di Grand (Grand Island) e segna anche l'entrata nord dello stretto di Kaigani (Kaigani Strait); ha una elevazione di 3 metri.
- Promontorio di Vesta (Vesta Point)[51] 54°56′23″N 132°54′27″W - Si trova all'entrata nord della baia di Vesta (Vesta Bay).
- Promontorio di Luke (Luke Point)[52] 54°55′45″N 132°53′57″W - Si trova all'entrata sud della baia di Vesta (Vesta Bay) ed ha una elevazione di 6 metri.
- Promontorio di Keg (Keg Point)[53] 54°53′41″N 132°51′29″W - Si trova all'entrata nord degli stretti di Howkan (Howkan narrows) di fronte alla parte settentrionale della Long Island ed ha una elevazione di 7 metri.
- Promontorio di Dix (Dix Point)[54] 54°51′21″N 132°48′54″W - Si trova all'entrata nord della baia di American (American Bay) ed ha una elevazione di 11 metri.
- Promontorio di North (North Point) 54°48′51″N 132°45′02″W - Si trova all'entrata nord della baia di Pond (Pond Bay).
- Promontorio di Datzkoo (Datzkoo Point)[55] 54°43′49″N 132°41′59″W - Si trova all'entrata sud della baia di Datzkoo (Datzkoo Harbor) e di fronte all'isola omonima.
- Capo Muzon (Cape Muzon)[56] 54°40′04″N 132°41′20″W - Si trova all'estremo sud dell'isola di Dall ed ha una elevazione di 241 metri.

Lato occidentale sull'oceano Pacifico). I promontori sono elencati da sud a nord.
- Promontorio di Wolk (Wolk Point)[57] 54°40′25″N 132°46′19″W - Divide l'ansa di Chickwan (Chickwan Bight) dalla baia di Wolk (Wolk Harbor) ed ha una elevazione di 32 metri.
- Promontorio di Aurora (Aurora Point)[58] 54°41′23″N 132°47′25″W - Divide la baia di Wolk (Wolk Harbor) dalla baia di Liscome (Liscome Bay) ed ha una elevazione di 179 metri.
- Promontorio di Liscome (Liscome Point)[59] 54°41′23″N 132°50′26″W - Si trova all'entrata ovest della baia di Liscome (Liscome Bay) ed ha una elevazione di 27 metri.
- Promontorio di Cornwallis (Point Cornwallis)[60] 54°42′13″N 132°51′33″W - Ha una elevazione di 161 metri.
- Promontorio di Security (Security Point)[61] 54°44′28″N 132°52′52″W - Si trova all'entrata sud della baia di Security (Security Cove) ed ha una elevazione di 18 metri.
- Promontorio di Essowah (Essowah Point)[62] 54°46′15″N 132°53′57″W - Si trova all'entrata della baia di Essowah (Essowah Harbor) ed ha una elevazione di 39 metri.
- Promontorio di Parrot (Parrot Point)[63] 54°46′59″N 132°56′22″W - Ha una elevazione di 4 metri.
- Promontorio di Bazan (Point Bazan)[64] 54°48′18″N 132°58′12″W - Si trova all'entrata sud della baia di Bazan (Port Bazan) ed ha una elevazione di 12 metri.
- Capo di Magdalena (Cape Magdalena)[65] 54°50′14″N 133°00′18″W - Ha ha una elevazione di 157 metri.
- Promontorio di Ritter (Ritter Point)[66] 54°51′25″N 133°01′42″W - Ha ha una elevazione di 10 metri.
- Promontorio di Gooseneck (Gooseneck Point)[67] 54°51′25″N 133°01′42″W - Si trova all'entra meridionale della baia di Gooseneck (Gooseneck Harbor) ed ha una elevazione di 22 metri.
- Promontorio di Beak (Beak Point)[68] 54°54′30″N 133°04′52″W - Si trova all'entra meridionale della baia di Gold (Gold Harbor) ed ha una elevazione di 40 metri.
- Promontorio di Rockwell (Rockwell Point)[69] 54°55′56″N 133°07′40″W - Si trova all'entra meridionale della baia di Waterfall (Waterfall Bay) ed ha una elevazione di 27 metri.
- Capo di Augustine (Cape Augustine)[70] 54°57′12″N 133°09′20″W - Si trova all'entra meridionale della baia di Augustine (Augustine Bay) ed ha una elevazione di 157 metri.
- Promontorio di Welcome (Welcome Point)[71] 54°58′57″N 133°10′20″W - Si trova all'entra settentrionale della baia di Welcome (Welcome Cove).
- Promontorio di Solyanka (Solyanka Point)[72] 55°01′58″N 133°11′24″W - Ha una elevazione di 29 metri.
- Promontorio di Sakie (Sakie Point)[73] 55°03′23″N 133°12′34″W - Si trova all'entra meridionale della baia di Sakie (Sakie Bay) ed ha una elevazione di 213 metri.
- Promontorio di Bruin (Bruin Point)[74] 55°05′10″N 133°13′50″W - Ha una elevazione di 131 metri.
- Capo di Lookout (Cape Lookout)[75] 55°06′01″N 133°13′57″W - Si trova all'entra meridionale della baia di Sea Otter (Sea Otter Harbor) ed ha una elevazione di 32 metri.
- Promontorio di Juel (Juel Point)[76] 55°07′35″N 133°13′42″W - Divide la baia di Sea Otter (Sea Otter Harbor) dalla baia di Foul (Foul Bay), ed ha una elevazione di 19 metri.
- Promontorio di Diver (Diver Point)[77] 55°10′54″N 133°13′48″W - Si trova all'entrata settentrionale della baia di Diver (Diver Bay) e di fronte alle isole Diver (Diver Islands); ha una elevazione di 50 metri.
- Promontorio di Eagle (Eagle Point)[78] 55°14′30″N 133°13′08″W - Si trova sul canale di Meares (Meares Passage) ed ha una elevazione di 6 metri.

### Laghi
Alcuni laghi presenti sull'isola:
| Nome del lago                            | Quota (m s.l.m.) | Dimensioni in chilometri (lunghezza x larghezza) | Coordinate             | Note                                                                       |
| ---------------------------------------- | ---------------- | ------------------------------------------------ | ---------------------- | -------------------------------------------------------------------------- |
| Lago di Manhattan (Manhattan Lake)       | 15               | 0,9 x 0,4                                        | 55°05′21″N 133°08′35″W | Il suo emissario sfocia nel braccio di mare Manhattan (Manhattan Arm).     |
| Lago di Devil (Devil Lake)               | 10               | 3,2 x 0,7                                        | 55°00′10″N 133°07′29″W | Il suo emissario sfocia direttamente nell'oceano Pacifico.                 |
| Lago di Little Devil (Little Devil Lake) | 54               | 2,4 x 0,5                                        | 54°59′52″N 133°05′10″W | Il suo emissario sfocia nel lago di Devil (Devil Lake).                    |
| Lago di Welcome (Lake Welcome)           | 15               | 2,5 x 0,5                                        | 54°58′56″N 133°07′17″W | Il suo emissario sfocia nella baia di Welcome (Welcome Cove).              |
| Lago di Waterfall (Waterfall Lake)       | 155              | 1,4 x 0,3                                        | 54°58′16″N 133°06′03″W |                                                                            |
| Lago di Parrot (Parrot Lake)             | 129              | 1,61 x 0,5                                       | 54°49′09″N 132°52′13″W | Il suo emissario sfocia nei laghi di Essowah (Essowah Lakes).              |
| Laghi di Essowah (Essowah Lakes)         |                  |                                                  | 54°47′15″N 132°52′06″W | I laghi sono direttamente collegati alla baia di Essowah (Essowah Harbor). |

### Monti
Elenco dei monti presenti nell'isola:
| Nome del monte                   | Quota (m s.l.m.) | Coordinate             |                                                                                                 |
| -------------------------------- | ---------------- | ---------------------- | ----------------------------------------------------------------------------------------------- |
| Monte Cone (Cone Mountain)       | 501              | 55°05′44″N 133°13′22″W | Si trova a sud della baia di Sea Otter (Sea Otter Harbor).                                      |
| Monte Bear (Bear Mountain)       | 717              | 55°05′20″N 133°12′07″W | Si trova a sud della baia di Sea Otter (Sea Otter Harbor).                                      |
| Monte Thunder (Thunder Mountain) | 859              | 55°04′31″N 133°10′21″W | Si trova a nord della baia di Sakie (Sakie Bay).                                                |
| Monte Squaw (Squaw Mountain)     | 712              | 55°04′01″N 133°09′10″W | Si trova a nord della baia di Sakie (Sakie Bay).                                                |
| Monte White (White Mountain)     | 631              | 55°04′42″N 133°06′36″W | Si trova al centro dell'isola.                                                                  |
| Monte Twin Peaks (Twin Peaks)    | 669              | 54°56′19″N 133°02′16″W | Si trova tra la baia di Waterfall (Waterfall Bay) a nord e la baia di Gold (Gold Harbor) a sud. |
| Monte Grace (Grace Mountain)     | 693              | 54°54′53″N 132°57′39″W | Si trova a ovest della baia di Grace (Grace Harbor).                                            |
| Monte Stripe (Stripe Mountain)   | 536              | 54°43′07″N 132°50′48″W | Si trova nel sud dell'isola                                                                     |

### Località
Alcune località dell'isola:
- (Senza nome) 55°05′04″N 133°01′01″W - La località si affaccia sulla baia di View (View Cove) ed è vicina ad una cava di calcare.
- Cannery 54°56′58″N 132°58′32″W - La località si affaccia sull'insenatura di Rose (Rose Inlet).

## Storia
Cape Muzon, il punto più meridionale dell'isola, era il punto iniziale del confine internazionale tra la Russia e l'America del nord britannica nella Convenzione anglo-russa del 1825 (Trattato di San Pietroburgo (1825)). Nel trattato sui confini dell'Alaska del 1903, capo Muzon è il punto A della linea A-B che segna il confine marittimo tra lo stato dell'Alaska e la provincia canadese della Columbia Britannica ed è anche il confine settentrionale della cosiddetta Dixon Entrance.
L'isola Dall faceva parte dell'isola Principe di Galles fino al 1903.

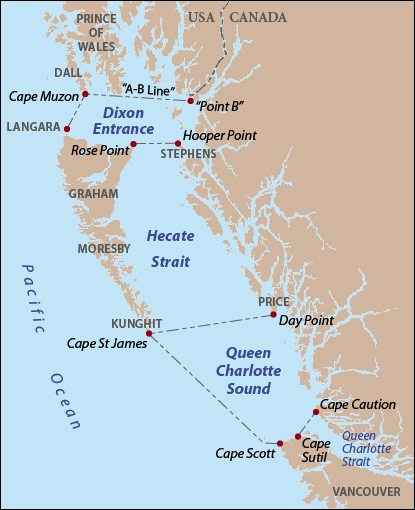
In alto la Dixon Entrance e Cape Muzon.

L'isola era stata chiamata Quadra, in onore di Juan Francisco de la Bodega y Quadra, in seguito, nel 1879, fu chiamata Dall solo la parte meridionale, in onore di William Healey Dall; oggi è conosciuta solo come isola Dall.